# Julia de Funès
Pour les articles homonymes, voir Famille de Funès.
Julia de Funès, née le 4 mars 1979 à Paris, est une philosophe, écrivaine et conférencière française.

## Biographie
Née Julia Florence de Funès de Galarza le 4 mars 1979 à Paris, elle est l'aînée des enfants d'Olivier de Funès, pilote de ligne né en 1949, et Dominique Watrin, née en 1956. Ses deux frères cadets sont les jumeaux Charles et Adrien nés en 1996,. Du côté de la filiation paternelle, elle est la petite-fille de l'acteur Louis de Funès (1914-1983) et de Jeanne Barthélémy (1914-2015),.
À l'âge de 19 ans, elle effectue un stage dans l'émission Comme au cinéma, présentée par Frédéric Lopez sur France 2.
Elle est titulaire d'une maîtrise de philosophie obtenue en 2002 à l'université Paris-Nanterre, un DESS (désormais appelé master) en ressources humaines préparé à l'Institut de gestion sociale (IGS) de Paris en 2005,, et un doctorat en philosophie de l'université Paris-Descartes. Sa thèse, rédigée sous la direction de Michela Marzano, et soutenue en 2017, a pour sujet « De l'identité personnelle à l'authenticité : entre représentation et mimétisme ». Elle travaillait pendant 10 ans comme chasseuse de têtes.
En 2010, elle met en place et présente Le Bonheur selon Julia, un programme de philosophie en 40 épisodes de 2 minutes, produits par Frédéric Lopez et diffusés sur France 5. Elle tient ensuite une chronique sur BFM Business dans l'émission Club Media RH, ainsi qu'un podcast intitulé Atelier Philo.
Parallèlement, elle écrit plusieurs ouvrages sur la philosophie, la gestion des ressources humaines ou le développement personnel, en émettant des réserves sur les attentes en la matière,,,.
Elle promeut la création du musée Louis-de-Funès à Saint-Raphaël dans le Var, inauguré le 31 juillet 2019, trois ans après la fermeture d'un premier musée dans l'orangerie de l'ancien château familial en Loire-Atlantique,.

### Vie privée
Julia de Funès est mariée depuis 2001 à l'analyste financier Thomas Coudry. De cette union sont nées deux filles successivement en 2010 et 2013,,,.

## Ouvrages
- Coup de philo... : Sur les idées reçues (ill. Nadège Duruflé), éditions Michel Lafon, 18 mars 2010, 255 p. (ISBN 978-2749911670).
- Socrate au pays des process, éditions Flammarion, 29 mars 2017, 144 p. (ISBN 978-2081375376).
- avec Nicolas Bouzou, La comédie (in)humaine : Comment les entreprises font fuir les meilleurs, éditions de l'Observatoire, 5 septembre 2018, 176 p. (ISBN 979-10-329-0396-4).
- Luc Bretones, Didier Carré, Olivier Trannoy et Julia de Funès (épilogue), Futur du Travail : Privilège d'élite ou relance de l'ascenseur social ?, Institut G9+, 23 janvier 2019, 290 p. (ISBN 978-2955911631).
- La vie de bureau : ou comment je suis tombée en Absurdie, J'ai lu, 20 mars 2019, 160 p. (ISBN 978-2290168493).
- Clémentine Deroudille (préf. Julia de Funès et Nicolas Mathieu), Louis de Funès, Saint-Raphaël, Flammarion / musée Louis-de-Funès, 2019, 192 p. (ISBN 9782081490963).
- Le développement (im)personnel : Le succès d'une imposture, éditions de l'Observatoire, 18 septembre 2019, 160 p. (ISBN 979-1032906095).
- Ce qui changerait tout sans rien changer : Et après ?, éditions de l'Observatoire, 18 mai 2020, 24 p. (ISBN 9791032915790).
- Le siècle des égarés, éditions de l'Observatoire, 19 octobre 2022, 176 p. (ISBN 9791032914557).
- La vertu dangereuse : Les entreprises et le piège de la bien-pensance, éditions de l'Observatoire, 16 octobre 2024, 2023 p. (ISBN 979-1032933787).